# Grandvilliers, Eure

Grandvilliers este o comună în departamentul Eure, Franța. În 1 ianuarie 2018 avea o populație de 326 de locuitori.

## Istoric
- Grandvilliers a fuzionat cu Hellenvilliers în 1995.
- Până în 1936, în mijlocul satului era un puț care era folosit de țărani și de oamenii din sat.

## Toponimie
Numele localității este atestat sub forma Grande Villare în 1063, de la granița inferioară latină și villare, "domeniu mare".

## Locuri și monumente
Orașul găzduiește două monumente istorice:
- Castelul Hellenvilliers, înregistrat prin decret din 22 decembrie 1952. În timpul celui de-al doilea război mondial, castelul a fost ocupat de germani. Astăzi aparține Madame de la Porte du Theil, actualul primar.
- Biserica Sf. Martin, al cărei portal datând din primul trimestru al secolului al XVI-lea, a fost înregistrat prin decret din 7 decembrie 1954.